# Занков, Александр

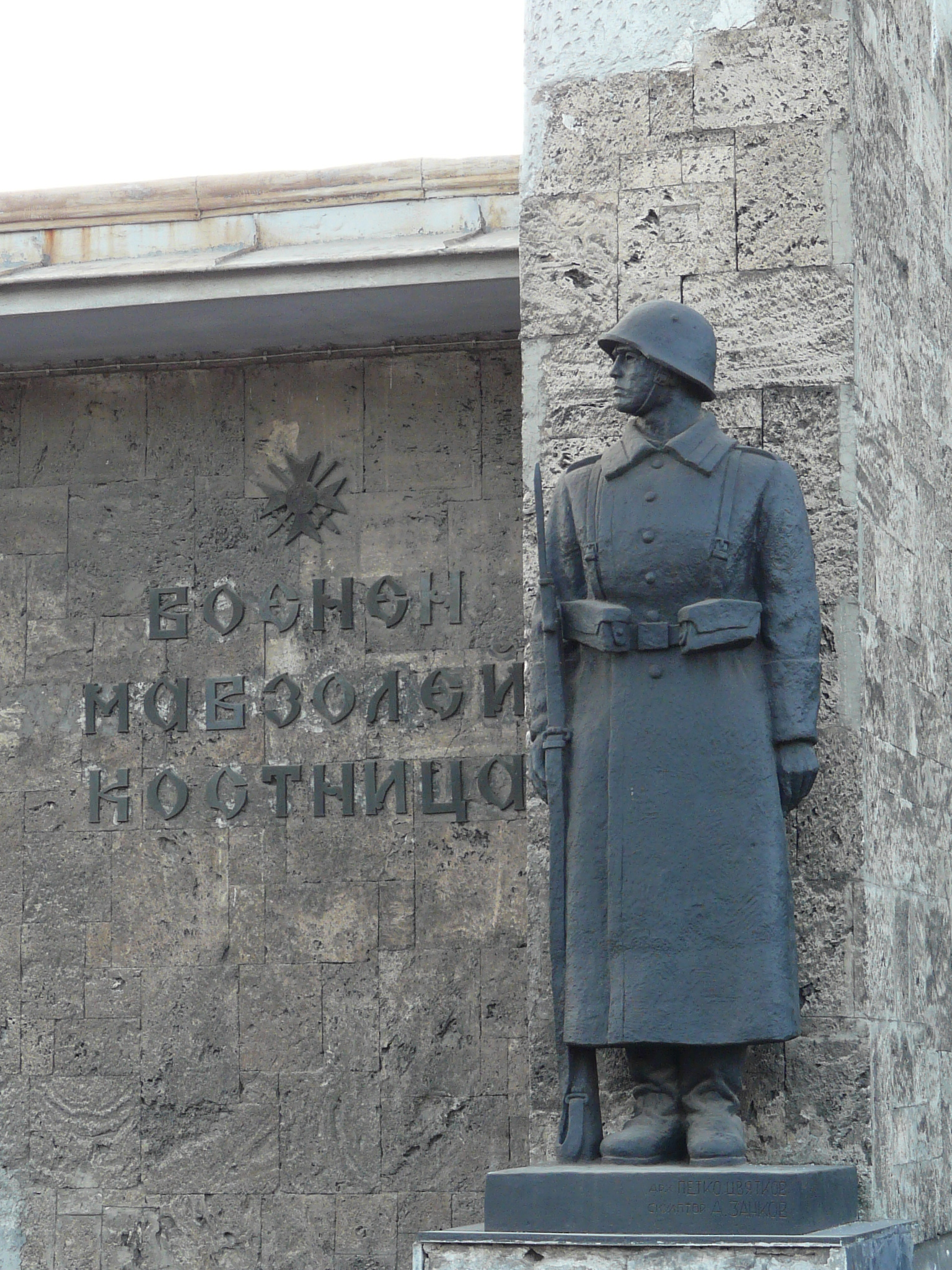
Памятник болгарским воинам на военном мемориальном кладбище в Софии

Александр Христов Занков (29 января 1900, София — 27 июня 1982, там же) — болгарский скульптор.

## Биография
Сын общественно-политического деятеля Христо Занкова, брат болгарского революционера Георгия Занкова.
Изучал скульптуру в Академии художеств во Флоренции.
В 1926 году женился на русской балерине Анне Воробьевой.
Продолжил образование в Римской академии художеств, которую окончил в 1927 году. В 1929 стажировался в Париже под руководством скульптора профессора Э. А. Бурделя (ученика О. Родена).
В 1934 году вернулся в Болгарию.

## Творчество
Работал в области монументально-декоративной скульптуры и композиции.
Автор «Памятника освободителям» в Кырджали (1939). В 1941 участвовал в художественном оформлении Военной академии в Софии, создал каменные фигуры, установленные на фасаде здания.
После социалистической революции в Болгарии участвовал в осуществлении монументального украшения столицы, автор статуи «Республика» (1946).
В том же году, создал бронзовую фигуру болгарского солдата на военном мемориальном кладбище в Софии, ряд декоративных скульптур для софийского театра Народной Армии и Дома культуры профсоюзов «Георгий Димитров» .
Был участником творческой группы выигравшей конкурс на постройку памятника Советской Армии в Шумене.
В 1956 создал памятник Ивану Вазову в Софии.
В 1957 году был одним из авторов монумента советскому солдату-освободителю в болгарском городе Пловдив на холме Бунарджик («Холм Освободителей») — знаменитому «Алёше». Занкову принадлежит барельеф «Народ встречает советских воинов» на постаменте памятника.
Затем — памятник павшим русским воинам на горе Етропольская баба. В 1967 году — памятник Алеко Константинову.
Александр Занков — участник многих художественных выставках и конкурсов на создание памятников.
Произведения мастера находятся в художественных галереях и музеях Болгарии (София, Казанлык) и за рубежом (Москва), а также украшают многие общественные здания и парки страны.